# Executive Outcomes
L'Executive Outcomes (in italiano "Risultati Esecutivi"), spesso abbreviata in EO, è stata una compagnia militare privata fondata in Sudafrica dal Tenente Colonnello della South African Defence Force Eeben Barlow nel 1989 con dei soci. In seguito la EO divenne parte della holding sudafricana Strategic Resource Corporation. È stata ufficialmente sciolta il 31 dicembre 1998. Ancora oggi l'Executive Outcomes è il modello su cui si basano tutte le società militari private (PMC), quali quelle che hanno operato in Iraq e Afghanistan.
L'Executive Outcomes (EO) ha fornito personale militare, addestramento e supporto logistico esclusivamente a governi ufficialmente riconosciuti. Ciononostante, è stata spesso accusata di aver svolto il ruolo di "braccio armato" di alcune imprese, consentendo loro di ottenere il controllo delle risorse naturali in stati politicamente deboli o vittime di conflitti interni. EO ha sempre sostenuto di avere ottenuto il permesso dei governi di tali paesi a portare avanti operazioni di sicurezza; nonostante non esistano prove inconfutabili al riguardo, sussistono forti sospetti che in diversi casi EO sia stata pagata con concessioni minerarie e petrolifere.

## Storia

### Obiettivi
Gli obiettivi di Executive Outcomes sono stati descritti quali:

### Retroscena
Nel 1989, alla fine della guerra di indipendenza della Namibia, il regime dell'Apartheid in Sudafrica stava cominciando a dissolversi. La South African Defence Force stava prevedendo ingenti tagli sul suo personale. Il leader dell'African National Congress, Nelson Mandela, chiese perciò che il Presidente sudafricano Frederik Willem de Klerk sciogliesse alcune delle forze speciali di stanza in Sudafrica e nell'Africa del Sud-Ovest, quali 32-Bataljon, Koevoet e South African Special Forces Brigade. Uno di questi era il Civil Cooperation Bureau (CCB), una unità che portò avanti operazioni sotto copertura, fra cui forse l'assassinio di oppositori politici, e nel quale lavorava Eeben Barlow, che si trovò praticamente disoccupato, come molti suoi commilitoni, nonostante il suo addestramento altamente specializzato. EO nasce dalla opportunità imprenditoriale di riempire il vuoto operativo che emerse dalla dissoluzione post muro di Berlino dei due blocchi che garantivano supporto e sicurezza agli Stati africani: nati da confini meramente amministrativi e in realtà dilaniati da conflitti tribali e economici per il controllo delle risorse minerarie, questi si trovarono presto senza strutture di difesa e sicurezza efficienti, cosa che creò un mercato favorevole alla nascita di EO. "La fine della guerra fredda aveva prodotto un gran vuoto ed io ho identificato un mercato di nicchia...", disse infatti a proposito Barlow (riportato da K. Silvestrin, Private Warriors, pag. 164).
Brevemente le principali tappe della crescita dell'EO ebbero inizio dall'incarico di garantire la sicurezza per compagnia Oil Ranger nella città settentrionale angolana di Soyo, nel 1993, dove Oil Ranger stava cercando di recuperare attrezzature di perforazione rimasti nella zona portuale. Il porto, a sua volta, era sotto il controllo dei ribelli. Per raggiungere questo obiettivo, EO reclutò uomini che erano stati licenziati dalle unità SADF, liberando Soyo in circa una settimana. Poco dopo, Executive Outcomes si aggiudicò il contratto per assistere le Forze Armate Angolane (FAA), offrendo formazione, consulenza strategica e tattica a uno Stato riconosciuto, l'Angola appunto, nel tentativo di porre fine alla guerra con il ribelli di UNITA. Nonostante una campagna mediatica negativa, Executive Outcomes portò a termine il suo contratto ed entro un anno, i ribelli erano praticamente stati eliminati sul campo. Ciò ha portato alla firma dei Protocolli di pace di Lusaka. Dopo l'esordio angolano fu tutta un'escalation di commesse di cui una in particolare – quella in Sierra Leone, il cui governo fu messo in un paio di mesi in condizione di riprendere il controllo del Paese dopo aver avuto i ribelli del RUF, Fronte Rivoluzionario Unito, alle porte delle capitale – portò Barlow e la sua EO sotto i riflettori del mondo. Fuori dal continente africano si ricorda, di Barlow e della sua azienda, l'aver assistito le forze speciali indonesiane nell'operazione di rilascio di ostaggi a Irian Jaya nel 1996.

### Fondazione
Eeben Barlow, come si diceva ex capo della sezione dell'Europa Occidentale del CCB, fondò Executive Outcomes (EO) nel 1989. Il suo scopo iniziale era quello di fornire addestramento specializzato ai membri delle Forze Speciali: molti di questi ultimi si sarebbero uniti ad Executive Outcomes quando Barlow iniziò ad assumere personale per l'addestramento delle forze armate angolane.
Inoltre la compagnia reclutò buona parte del proprio personale dalle unità dell'esercito sciolte dal Presidente Frederik Willem de Klerk. In breve tempo, EO poteva contare su 500 consulenti militari e migliaia di soldati altamente qualificati. Nonostante diversi soldati di altri paesi avessero cercato di entrare nella EO, la compagnia si servì soltanto di personale sudafricano che avesse militato nelle forze armate, nel Koevoet, o nel braccio armato dell'African National Congress, l'Umkhonto we Sizwe.
Barlow registrò Executive Outcomes nel Regno Unito il 7 settembre 1993 come società militare privata e un anno dopo in Sudafrica, con sede a Pretoria, realizzando quindi due società distinte, la seconda delle quali controllata da una holding, la Strategic Resources Corporation, SRC, attualmente chiusa. Dal 1993 al 1997 la EO crebbe enormemente come organizzazione reclutando tra i suoi dipendenti i veterani delle forze speciali sudafricane in congedo a cui si aggiungevano diversi componenti dell'Armata Rossa all'epoca in fase di smantellamento. Gli ufficiali, come preferibile da chi era stato formato ai tempi dell'apartheid, erano esclusivamente bianchi, mentre per i soldati non vi erano limitazioni razziali: questi non erano dipendenti fissi ma reclutati a seconda dei bisogni contrattuali tramite una selezione su un data-base di oltre 2.000 nomi. La paga dei dipendenti si aggirava su 2.400-3.000 dollari al mese mentre un pilota di elicotteri arrivava a prendere fino a 7.500 dollari.
EO si presentava come impresa commerciale che richiedeva ai governi che la ingaggiavano la fornitura degli armamenti necessari. Per evitare gli alti costi EO si limitava per conto suo a materiale bellico non deperibile oltre che aerei ed elicotteri a noleggio.
Nel 1998 su proposta del governo Mandela il Parlamento Sudafricano approvò una legge che vietava l'attività mercenaria e sebbene EO non si definisse mai tale alla fine chiuse i battenti lo stesso anno. Tuttavia la sede di Londra restò aperta mantenendo il presidio di diverse società di facciata quali la Falconer System, che forniva supporto logistico a missioni ONU, o la NFD, impiegata per la protezione delle attività petrolifere in Sudan, o ancora altre ditte che presumibilmente continuarono ad operare in Africa nei campi più disparati, quali il trasporto aereo, costruzioni, sminamento.

## Fondatori
- Eeben Barlow, Tenente Colonnello della South African Defence Force
- Lafras Luitingh, ex maggiore e responsabile del reclutamento dei Quinto Reconnaissance Commando, in sigla Reccies, in Sudafrica, e probabilmente come Barlow membro successivamente del CCB (Civil Cooperation Bureau)
- Nick van der Bergh, ex ufficiale dei paracadutisti, nel 1998 direttore esecutivo della società
- Michael Grunberg, commercialista, consulente per l'aspetto fiscale dell'azienda e finanziamenti - trasferimento di fondi
- Anthony Buckingham, finanziere, ufficiale dello Special Boat Squadron britannico da giovane, e proprietario di azioni di diverse aziende minerarie e giacimenti di petrolio tramite la sua compagnia petrolifera Sabre Petroleum LTD (è considerato il cervello economico di EO)